# 赴戦江ダム
赴戦江ダム（ふせんこうだむ、朝鮮語：부전강댐）は朝鮮民主主義人民共和国（北朝鮮）咸鏡南道赴戦郡にあるダム。1929年10月にダムが竣工、鴨緑江の支流・赴戦江を堰き止め、面積約24平方キロメートルの赴戦湖が生成した。

## 概要
1925年夏から久保田豊らが現地で調査を開始。1926年1月27日、日窒コンツェルンの全額出資で朝鮮水電株式会社が設立され、赴戦江ダムと赴戦江発電所の建設が始まる。赴戦湖（標高1200m）の湖水は27.5kmのトンネルを通じて咸鏡山脈南麓の城川江に落とされ、20万KWの電力は朝鮮窒素肥料株式会社・興南工場で使用された。

## 参考
「久保田豊」『私の履歴書　経済人9』日本経済新聞社・1980年